# 분당동
분당동(盆唐洞)은 대한민국 성남시 분당구의 법정동이자 행정동이다.

## 개요
분당(盆唐)은 당모루, 장터, 안골, 점골 등 자연부락을 합한 지명으로 옛날에는 동이점이라 불렸으며, 이후 분점리로 불리다가 다시 분당리라 부르게 되었다.

## 교육
- 당촌초등학교
- 성남장안초등학교
- 장안중학교
- 분당대진고등학교

## 아파트
| 단지명            | 건설사           | 시행사           | 주소             | 입주        | 비고 |
| ----------------- | ---------------- | ---------------- | ---------------- | ----------- | ---- |
| 샛별마을 라이프   | ㈜라이프주택개발 | ㈜라이프주택개발 |                  | 1993년 7월  |      |
| 샛별마을 우방     | 우방㈜           | 우방㈜           |                  | 1994년 3월  |      |
| 장안타운 건영 1차 | 건영             | 건영             |                  | 1993년 12월 |      |
| 장안타운 건영 2차 | 건영             | 건영             |                  |             |      |
| 장안타운 두산건영 | 두산개발 건영    | 두산개발 건영    | 분당구 장안로 67 | 1994년 12월 |      |

## 주요 기관
- 한국지역난방공사
- 분당복합화력발전처
- 동대문교회